# Поповка (Ерцевское сельское поселение)
Поповка — деревня в Коношском районе Архангельской области. Входит в состав Ерцевского сельского поселения.

## География
Находится в юго-западной части Архангельской области на расстоянии приблизительно 22 км на юг-юго-запад по прямой от административного центра района поселка Коноша.

## История
Учтена была уже только в 1939 году.

## Население
Численность населения: 5 человек (русские 100 %) в 2002 году, 9 в 2010.